# Języki w Unii Europejskiej
Na terenie Unii Europejskiej 24 języki mają status języka oficjalnego. 

## Oficjalne języki Unii Europejskiej
Według liczby użytkowników:
| Język        | Liczba ludności UE posługująca się językiem | Liczba ludności UE posługująca się językiem | Liczba ludności UE posługująca się językiem |
| Język        | jako język ojczysty                         | jako język obcy                             | razem                                       |
| ------------ | ------------------------------------------- | ------------------------------------------- | ------------------------------------------- |
| angielski    | 1%                                          | 34%                                         | 35%                                         |
| niemiecki    | 18%                                         | 15%                                         | 33%                                         |
| francuski    | 19%                                         | 12%                                         | 31%                                         |
| włoski       | 13%                                         | 2%                                          | 15%                                         |
| hiszpański   | 9%                                          | 6%                                          | 15%                                         |
| polski       | 8%                                          | 1%                                          | 9%                                          |
| niderlandzki | 5%                                          | 1%                                          | 6%                                          |
| szwedzki     | 2%                                          | 1%                                          | 3%                                          |
| grecki       | 3%                                          | 1%                                          | 4%                                          |
| rumuński     | ?%                                          | ?%                                          | ?%                                          |
| czeski       | 2%                                          | 1%                                          | 3%                                          |
| portugalski  | 2%                                          | 1%                                          | 3%                                          |
| bułgarski    | ?%                                          | ?%                                          | ?%                                          |
| węgierski    | 2%                                          | 1%                                          | 2%                                          |
| duński       | 1%                                          | 1%                                          | 2%                                          |
| słowacki     | 1%                                          | 1%                                          | 2%                                          |
| fiński       | 1%                                          | 1%                                          | 1%                                          |
| litewski     | ?%                                          | ?%                                          | ?%                                          |
| łotewski     | ?%                                          | ?%                                          | ?%                                          |
| estoński     | ?%                                          | 0%                                          | ?%                                          |
| słoweński    | ?%                                          | ?%                                          | ?%                                          |
| irlandzki    | ?%                                          | ?%                                          | ?%                                          |
| maltański    | ?%                                          | ?%                                          | ?%                                          |
| chorwacki    | ?%                                          | ?%                                          | ?%                                          |

## Znajomość języków w krajach Unii Europejskiej

angielski
niemiecki
francuski
włoski
hiszpański
rosyjski

Źródło: Komisja Europejska
Najpopularniejszym językiem obcym, jakiego uczą się Europejczycy jest język angielski, język francuski, język niemiecki, język hiszpański. W Danii 100% uczniów uczy się angielskiego, w Holandii 60% posługuje się obok angielskiego niemieckim. We Francji i Włoszech ponad 60% dzieci, młodzieży i studentów uczy się w szkołach języka hiszpańskiego. W krajach łacińskich, takich jak Hiszpania, Włochy, Portugalia, ludzie wykształceni znają często bardzo dobrze język francuski. W Niemczech największą popularnością cieszą się angielski, francuski i łacina.
W najlepiej rozwiniętych krajach Unii Europejskiej od jakiegoś czasu stają się coraz popularniejsze w szkołach zwykłych i prywatnych takie języki jak: język hiszpański, język rosyjski i języki azjatyckie, takie jak język japoński i chiński, gdyż Japonia i Chiny są ważnymi partnerami handlowymi Europejczyków.

## Kwestia wprowadzenia dodatkowych języków
Mieszkańcy Katalonii i Kraju Basków chcieliby, aby status języków oficjalnych Unii Europejskiej uzyskały także język kataloński i język baskijski. Tymczasem brak postanowień co do języka luksemburskiego, który w Luksemburgu jest językiem potocznym, a gazety wydawane są w języku niemieckim i języku francuskim. Statusu języka Unii Europejskiej nie posiada również rosyjski, który jest językiem bardzo licznej mniejszości rosyjskiej w Estonii i na Łotwie. Rządy tych krajów najprawdopodobniej nie będą się ubiegać o taki status, gdyż w czasach ZSRR mieszkańcy republik nadbałtyckich poddawani byli rusyfikacji. W Estonii Rosjanie nie mają prawa do dwujęzycznych tablic informacyjnych, zaś na Łotwie w szkołach rosyjskich zajęcia przez pierwszych 11 lat nauki są prowadzone w języku rosyjskim, później bilingwalnie (w proporcjach 60/40%) a na studiach wyższych już tylko w języku łotewskim.
We Francji zarejestrował się ruch polityczny EDE (pol. Europa demokracja esperanto), który w programie wyborczym zawarł wprowadzenie esperanto do nauczania w szkołach jako pierwszego języka obcego i jako roboczego języka Unii Europejskiej. Nie uzyskał on jednak w żadnym regionie poparcia wyższego niż 0,5% w wyborach do Parlamentu Europejskiego. Podobny ruch powstał  również w Niemczech.
Przykłady języków autochtonicznych UE niebędących jej językami urzędowymi:
- waloński
- luksemburski
- kataloński
- kaszubski
- galicyjski
- baskijski
- lapoński
- fryzyjski
- sardyński
- liguryjski
- języki regionalne we Francji: szampański, prowansalski, alzacki, bretoński
- języki regionalne w Niemczech: plattdeutsch, dolnołużycki, górnołużycki
- rosyjski
- cygański (romski)
- retoromański